# Soldaten- und Reservistenkomitee
Die Soldaten- und Reservistenkomitees (SRK) waren örtliche antimilitaristische Gruppen des Kommunistischen Bundes Westdeutschland (KBW), die von 1974 bis 1979 gegen die Bundeswehr agitierten. Sie wurden 1979 mit anderen so genannten Massen- bzw. Nebenorganisationen des KBW zur Vereinigung für revolutionäre Volksbildung - Soldaten und Reservisten (VrV - SR) vereinigt.

## Geschichte
Die ab 1974 von Mitgliedern des KBW gegründeten Gruppen der SRK arbeiteten auf Grundlage des Programms des Kommunistischen Bundes Westdeutschland und seiner 1974 veröffentlichten Leitsätze zur Militärfrage. Ziel war es, sowohl in der Truppe verdeckt arbeitende Zellen aufzubauen als auch in der Öffentlichkeit über örtliche Komitees gegen die Bundeswehr zu agitieren. 1976 bestanden 40 SRK, die 39 Zeitungen herausgaben und 960 Aktionen (Flugblätter-, Plakataktionen, Demonstrationen bei Rekruteneinziehungen) gegen die Bundeswehr durchführten. 1977 richtete sich die Tätigkeit der Komitees nach den Beobachtungen des Bundesamtes für Verfassungsschutz auch gegen den Bundesgrenzschutz und die Polizei. Die SRK führten ab 1977 Soldaten- und Reservistentage in mehreren Städten durch, bei denen mit Geländeübungen, Luftgewehrschießen und wehrsportlichen Wettkämpfen für den bewaffneten Aufstand trainiert wurde. Ab 1978 wurde Agitation gegen die Bundeswehr nach Angaben des Verfassungsschutzes von der „Neuen Linken“ nur noch vom KBW und seinen SRK im nennenswerten Umfang betrieben. Anfang 1979 erfolgte die Zusammenlegung der SRK mit anderen KBW-Nebenorganisationen zu der Vereinigung für revolutionäre Volksbildung, die 800 aktive Mitglieder hatte und in 34 von 37 KBW-Bezirken aktiv war. Bei den militanten Aktionen gegen Rekrutenvereidigungen 1980 spielte der KBW jedoch schon keine führende Rolle mehr und nach seiner Spaltung im Herbst des Jahres nahm die Zahl der VrV-Gruppen drastisch ab.

## Veröffentlichungen
- ZK des KBW: Programm und Statut des Kommunistischen Bundes Westdeutschland. 4. veränderte Auflage. Kühl KG, Verlagsgesellschaft und Klassenkampf, Mannheim 1974.
  - Auszug Aus dem Programm des Kommunistischen Bundes Westdeutschland: Zum Demokratischen Kampf. (aus der KVZ, Nr. 4/1974, S. 3) in D. Portner: Bundeswehr und Linksextremismus, 1976, S. 170–171.
- ZK des KBW: Leitsätze zur Militärfrage. Mannheim 1974
  - Auszug in: Dieter Portner: Bundeswehr und Linksextremismus. Günter Olzog Verlag, München/Wien 1976, ISBN 3-7892-7114-4, S. 166–169.
- Volksmiliz. vierteljährlich (Auflage nach Eigenangabe 65.000)[7]
- Volksmiliz - Materialblatt
- örtliche Soldatenzeitungen, z. B. Koblenzer Militärzeitung, Querschläger (Bruchsal), Mannheimer Soldatenzeitung, Heidelberger Militärzeitung. Oldenburger Kasernenzeitung,[8] volksmiliz - Kölner Militärzeitung, Kassler Militärzeitung[9]